# Amadotrogus tarsalis
Amadotrogus tarsalis är en skalbaggsart som beskrevs av Louis Jérôme Reiche 1862. Amadotrogus tarsalis ingår i släktet Amadotrogus och familjen Melolonthidae. Inga underarter finns listade i Catalogue of Life.